# Ali Abd ar-Razik
Ali Abd ar–Razik (ur. 1888, zm. 1966) – egipski profesor prawa. 

## Życiorys
Absolwent al-Azharu oraz Uniwersytetu Egipskiego.
W roku 1913 podjął dodatkowe studia na Uniwersytecie w Oksfordzie o kierunku ekonomicznym, które przerwała I wojna światowa. Po powrocie do kraju został sędzią w Aleksandrii, następnie przyjął stanowisko wykładowcy na Uniwersytecie Aleksandryjskim.
Najważniejszym dziełem Ali Abd ar–Razika jest wydana w 1925 roku książka Islam wa usul al–hukm (Islam a zasady rządzenia). W dziele tym autor broni zasad rozdziału religii od państwa oraz występuje przeciwko przywróceniu kalifatu. Za te poglądy został pozbawiony decyzją rady profesorów al–Azharu prawa piastowania urzędu sędziego oraz prowadzenie wykładów na tej uczelni.